# Amagiri (1930)
Amagiri (jap. 天霧 „Niebiańska Mgła") – japoński niszczyciel z okresu II wojny światowej, jedna z 20 jednostek typu Fubuki. Staranował i zatopił kuter torpedowy „PT-109”, którego dowódcą był późniejszy prezydent Stanów Zjednoczonych John F. Kennedy.

## Historia
Stępkę pod „Amagiri” położono 28 listopada 1928 w tokijskiej stoczni Ishikawajima. Wodowanie nastąpiło 27 lutego 1930, a wejście do służby 10 listopada 1930. W pierwszych latach służby okręt uczestniczył w wielu manewrach i ćwiczeniach, w których brała udział Cesarska Marynarka Wojenna Japonii. W 1934 doznał uszkodzeń w sztormie, który nawiedził rejon Cieśniny Koreańskiej. W grudniu 1941 brał udział w desancie na wybrzeże Tajlandii. W styczniu 1942 zatopił brytyjski niszczyciel HMS „Thanet”, a w lutym wspierał japoński desant na Jawę. W kwietniu 1942 wraz z ciężkimi krążownikami „Mikuma” i „Mogami” zatopił u wybrzeży Indii trzy alianckie statki transportowe. W czasie bitwy pod Midway był przydzielony do głównych sił admirała Yamamoto. W sierpniu 1942 został skierowany w rejon Wysp Salomona, gdzie wziął udział w bitwie o Guadalcanal.
2 sierpnia 1943 „Amagiri” był używany w roli szybkiego transportowca wojska działającego w ramach „Tokyo Express”. Wracając z misji dostarczenia posiłków dla wojsk działających w rejonie wyspy Nowa Georgia, niszczyciel staranował amerykański kuter torpedowy PT-109, którego dowódcą był późniejszy prezydent John F. Kennedy. Wykonany głównie z drewna kuter przełamał się na pół i zatonął, z jego załogi zginęły dwie osoby.
26 listopada 1943 „Amagiri” wziął udział w bitwie koło Przylądka Św. Jerzego z niszczycielami amerykańskimi, wchodząc w skład zespołu transportującego wojsko z wyspy Buka. Udało mu się ujść amerykańskiej pogoni i dotrzeć bez uszkodzeń do Rabaulu.
23 kwietnia 1944 roku płynąc w rejonie wyspy Borneo „Amagiri” wszedł na minę morską, na polu minowym postanowionym prawdopodobnie przez USS „Tautog” (SS-199), i zatonął.